# Aeroportul Szeged
Aeroportul Szeged (IATA: QZD, ICAO: LHUD) este un aeroport din Csongrád, Regatul Ungariei ce deservește zona Seghedin. A fost deschis în 1915 și numit după zona deservită.
Situat la o altitudine de 80 m, aeroportul dispune de o singură pistă.